# Begamganj
Begamganj é uma cidade e um município no distrito de Raisen, no estado indiano de Madhya Pradesh.

## Geografia
Begamganj está localizada a 23° 36′ N, 78° 20′ L. Tem uma altitude média de 498 metros (1633 pés).

## Demografia
Segundo o censo de 2001, Begamganj tinha uma população de 30 563 habitantes. Os indivíduos do sexo masculino constituem 53% da população e os do sexo feminino 47%. Begamganj tem uma taxa de literacia de 65%, superior à média nacional de 59,5%; com 58% para o sexo masculino e 42% para o sexo feminino. 17% da população está abaixo dos 6 anos de idade.